# Palais de Marbre de Potsdam
Le palais de Marbre dans le Nouveau Jardin de Potsdam est le palais d'été du roi Frédéric-Guillaume II de Prusse. Les architectes Carl von Gontard, Carl Gotthard Langhans et Michael Philipp Boumann (de) l'édifient dans le style classique des années 1787-1793 et 1797 dans un parc à l'anglaise aménagé par Johann August Eyserbeck (de) près de la rive du lac sacré (de).

## Architecture et utilisation

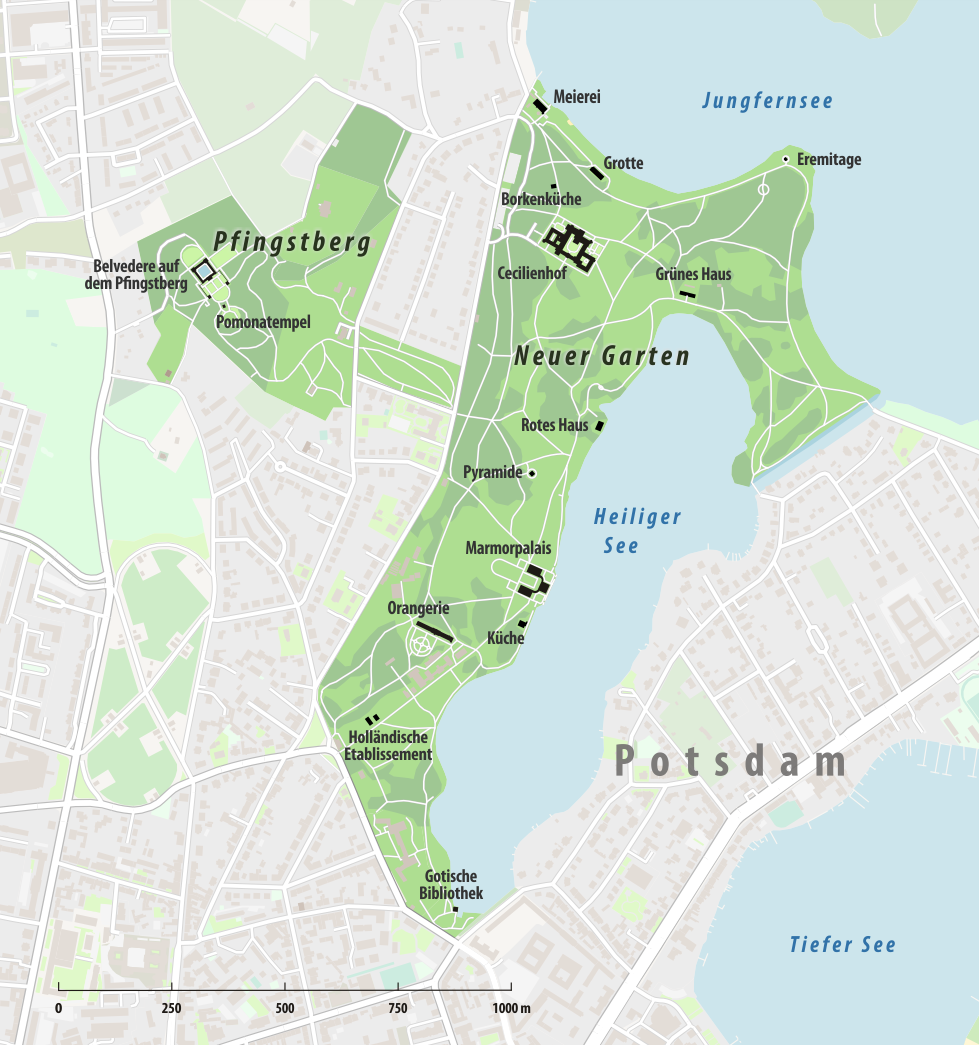
Le palais de Marbre est situé dans le nouveau jardin au bord du lac sacré.

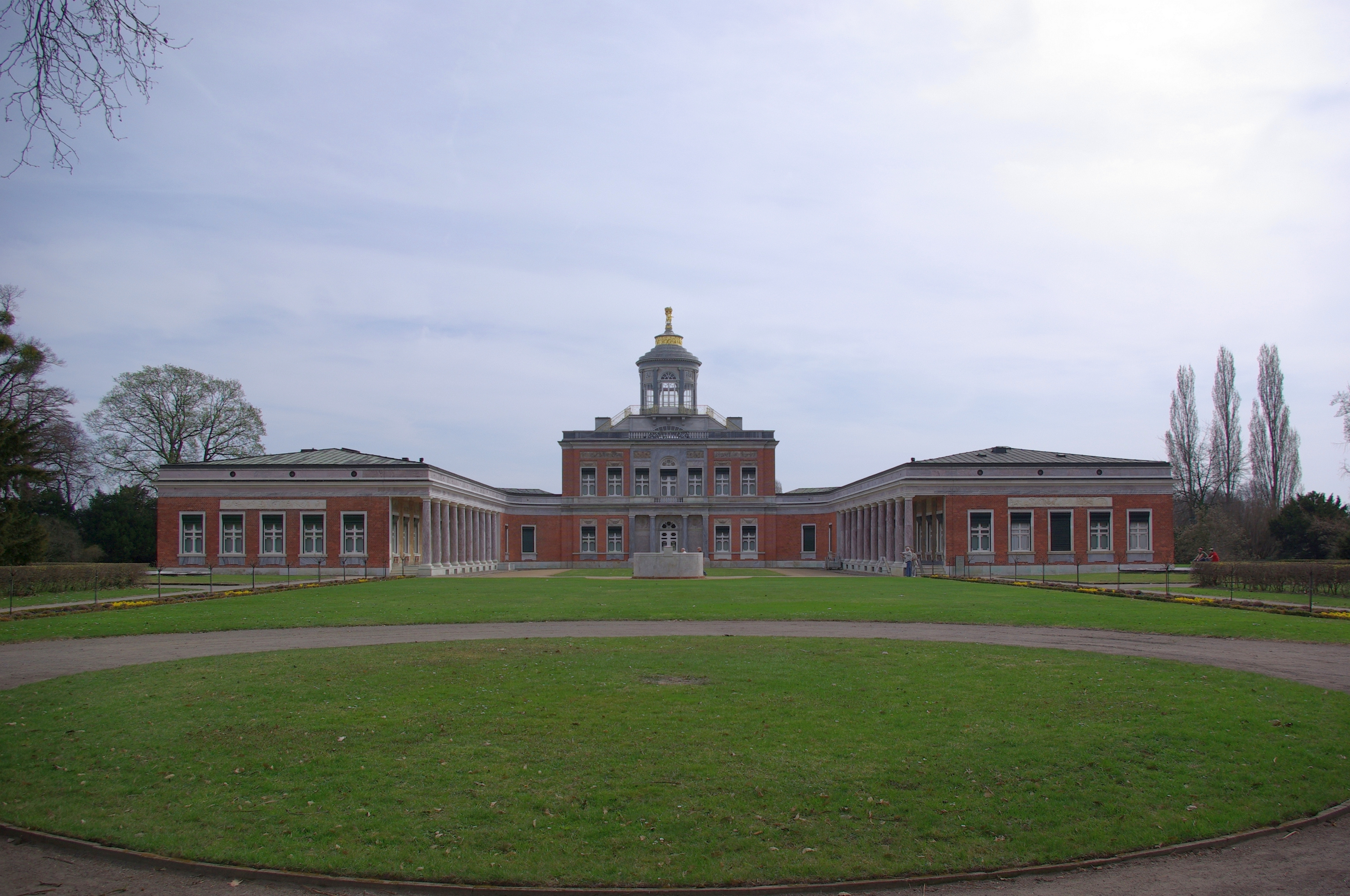
Le palais de Marbre du Nouveau Jardin

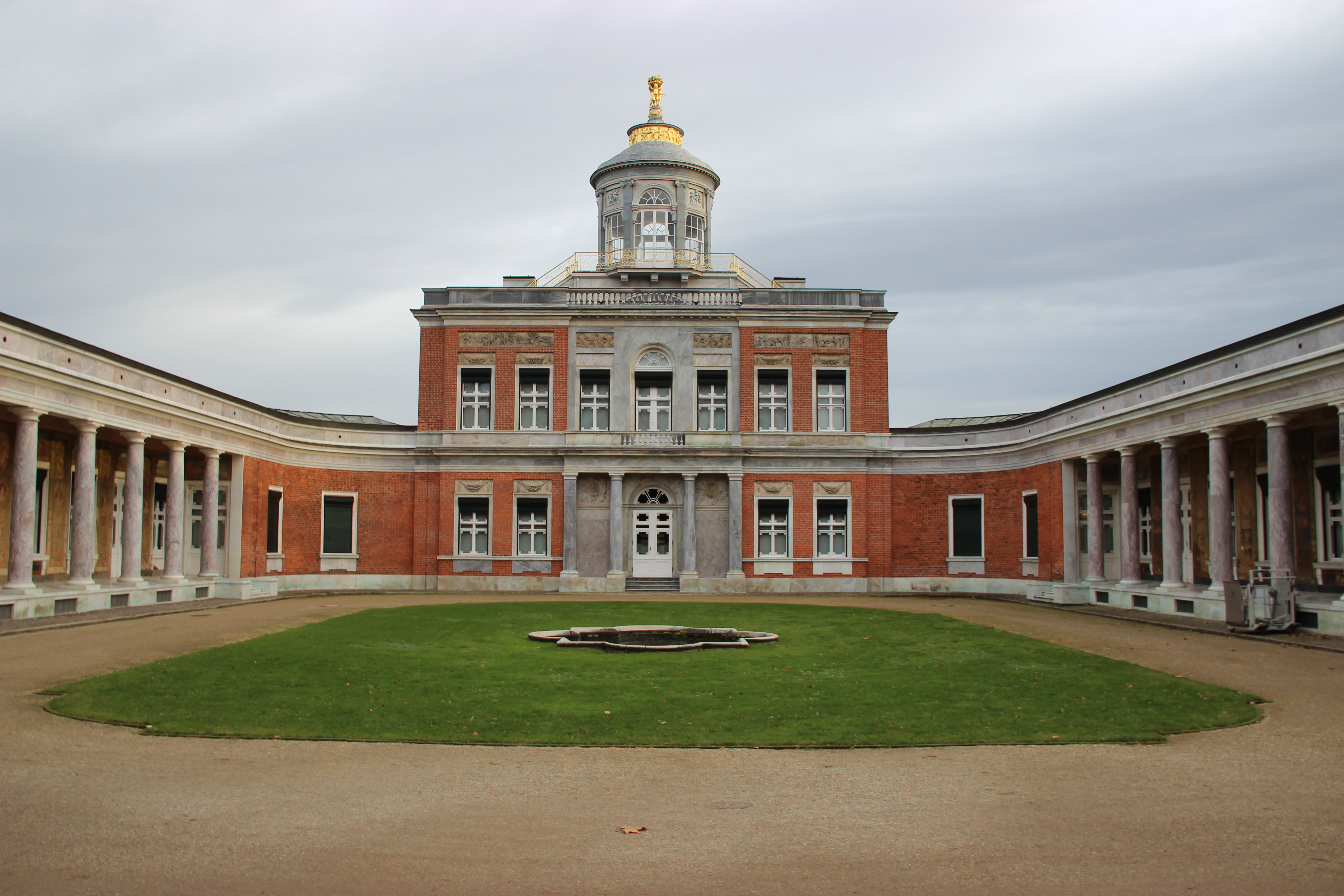
Les colonnes de la colonnade en marbre de Knobelsdorff de Sanssouci dans la cour intérieure

La "maison neuve" est réservée à la vie privée du roi doué pour la musique. Avec ce nouvel édifice, le neveu et successeur de Frédéric le Grand, qui n'a pas eu d'enfants, prend ses distances spatiales et architecturales avec son oncle peu aimé, qui privilégie toute sa vie  préfère les formes rococo aux accents palladiens. En même temps, cependant, c'est la continuation stylistique d'un palais de plaisance dans la nouvelle ère du classicisme, semblable au château de Wörlitz (de), construit un peu plus tôt.
Construit en briques rouges, le palais de Marbre est un bâtiment de deux étages au plan carré. Sur le toit plat du corps de bâtiment cubique est placé un temple rond (de) sur le toit plat de la structure cubique qui sert à la belle vue. Le château de l'île aux paons (de) est construit pour attirer l'attention. L'intérieur du Belvédère est accessible par des perrons à volée circulaire, auxquels on accède depuis le toit. Des putti portant une corbeille de fruits forment le final. Le palais de Marbre tire son nom des éléments décoratifs et structurants en marbre silésien gris et blanc de la façade.
La cour se rend aux embarcadères par une grande terrasse située sur le côté du lac du château, avec des escaliers latéraux qui descendent jusqu'à l'eau. Le roi aime faire de longues promenades en bateau, par exemple au château de Charlottenbourg à Berlin.
En dessous de la terrasse, sur la rive du lac, se trouve l'ancienne cuisine du château dans le style d'un temple en ruine. Ce temple à moitié immergé est conçu par Langhans en 1788-1790. Un passage souterrain la relie à la salle de la grotte située au rez-de-chaussée, qui est utilisée comme salle à manger pendant les mois d'été.
En 1797, la construction de deux ailes latérales à un étage est entamée d'après les plans de Boumann, car le roi a de plus en plus de mal à monter les escaliers. L'architecte relie les extensions rectangulaires à un étage à droite et à gauche de la façade avant par des galeries en quart de cercle. Afin d'économiser les frais d'achat de marbre de Silésie, les colonnes de la colonnade en marbre (de) sont retirées du parc de Sanssouci et retravaillées pour les nouvelles colonnades selon une idée du chambellan Johann Friedrich Ritz (de). La colonnade en marbre ornait l'avenue principale et s'est à plusieurs reprises délabrée. La décoration intérieure fut confiée à Aloys Hirt et Boumann, inspirés par le voyage dans les états italiens de la comtesse Wilhelmine von Lichtenau, compagne du roi, passionnée d'art.
Frédéric-Guillaume II décède le 16 novembre 1797 au palais de Marbre, après plusieurs semaines de graves souffrances. Les annexes sont encore à l'état de gros œuvre. Son fils et successeur Frédéric-Guillaume III, qui méprise presque son père, ne fait qu'achever la construction extérieure.

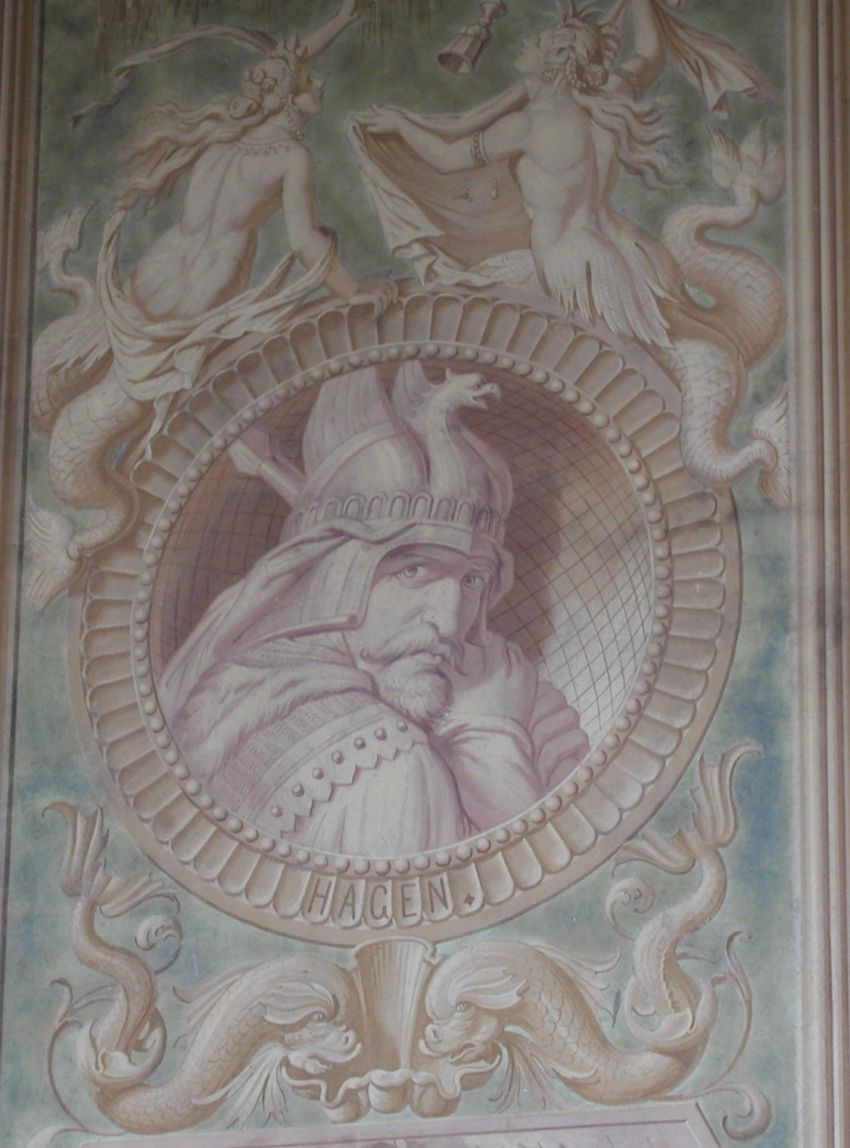
Hagen. Du cycle du Nibelung

Le prince Guillaume, futur empereur Guillaume Ier, et son épouse Augusta trouvent encore cette situation dans les années 1830, lorsqu'ils s'installent brièvement dans le palais de Marbre jusqu'à l'achèvement de leur château de Babelsberg (1835–1849). Son frère, le "romantique sur le trône", Frédéric-Guillaume IV, charge l'architecte Ludwig Ferdinand Hesse de réaliser l'aménagement intérieur des ailes latérales entre 1843 et 1848. À la fin des travaux, les colonnades extérieures sont peintes de fresques inspirées de la saga des Nibelungen.
Les ailes latérales du palais sont utilisées par les hôtes royaux d'été. Le bâtiment connaît des rénovations techniques et sanitaires lorsque le prince Guillaume, futur empereur Guillaume II, vit avec sa famille dans le palais de Marbre de 1881 à son accession au trône en 1888. En 1892, l'impératrice Auguste-Victoria y donne naissance à son septième enfant, la princesse Victoria-Louise. L'impératrice écrit dans un journal à la date du 13 septembre 1892 : "Après six fils, le Seigneur nous a donné comme septième enfant une petite fille très vigoureuse. Elle est née dans la nuit de lundi à mardi à 3 1⁄2 heures dans notre palais de Marbre tant aimé".

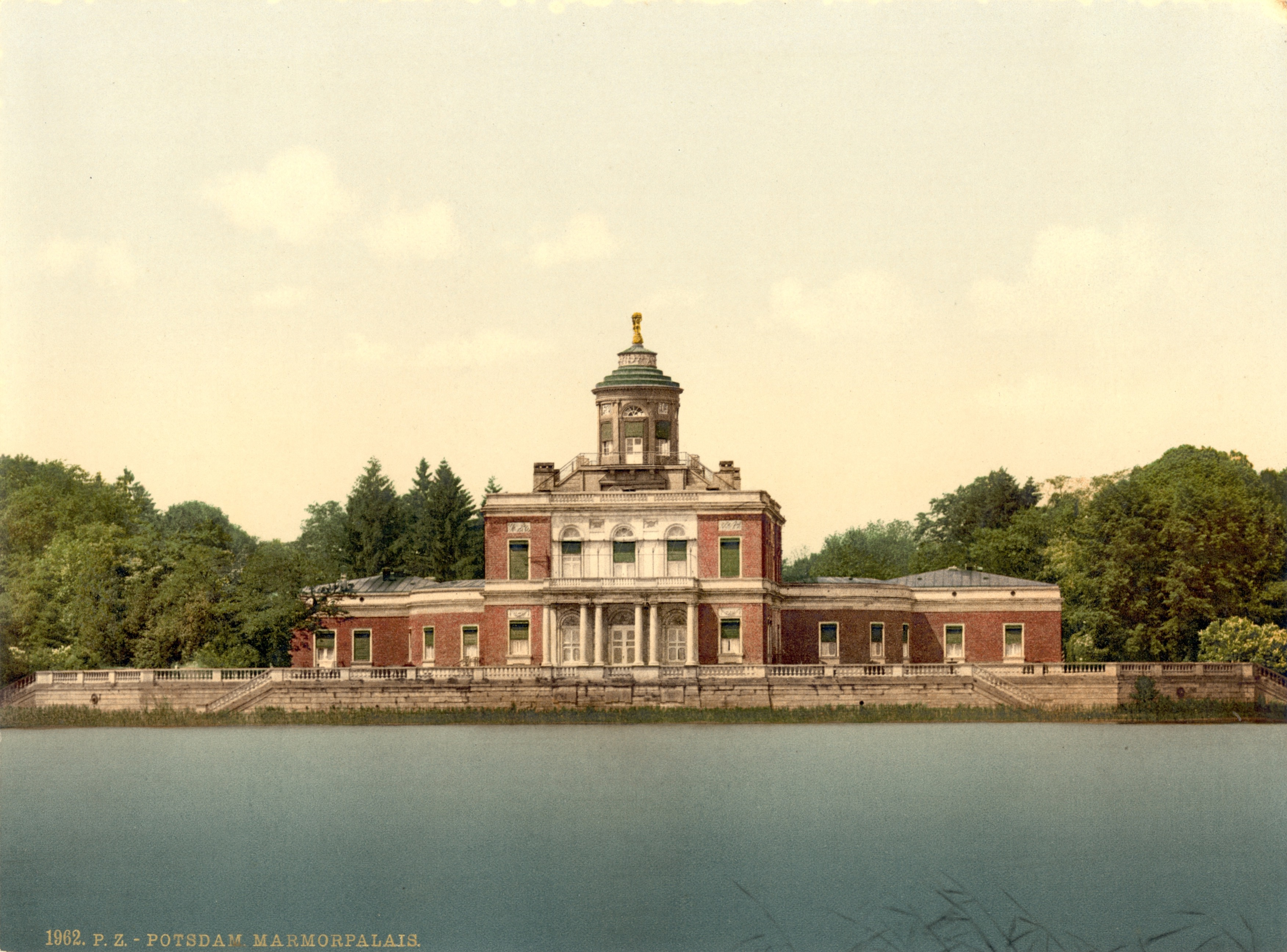
Palais de Marbre à Potsdam vers 1900

Après leur mariage en 1905, le prince héritier Guillaume, le fils aîné de l'empereur Guillaume II, et Cécilie de Mecklembourg-Schwerin sont les derniers habitants à s'installer dans le palais de Marbre comme résidence d'été. La maison a été préalablement électrifiée. En 1917, la famille du prince héritier déménage dans le palais Cecilienhof voisin, qui est construit pour eux dans le nouveau jardin.
Après la fin de la Première Guerre mondiale et la fin de la monarchie, le palais de Marbre est passé sous la garde de l'administration prussienne du palais après le conflit de propriété entre l'État prussien et la maison de Hohenzollern en 1926 et est ouvert en août 1932 en tant que musée du palais.
L'aménagement intérieur des XVIIIe et XIXe siècles restauré dans le bâtiment principal et l'aile sud, ainsi que les plans originaux du Nouveau Jardin et des Vues de Potsdam dans l'aile nord, subissent de gros dommages lorsque, à la fin de la Seconde Guerre mondiale, l'aile nord est touchée par une bombe incendiaire et le bâtiment principal par un obus. D'autres pertes ont lieu lorsque l'Armée rouge utilise le château comme casino pour les officiers après 1946.

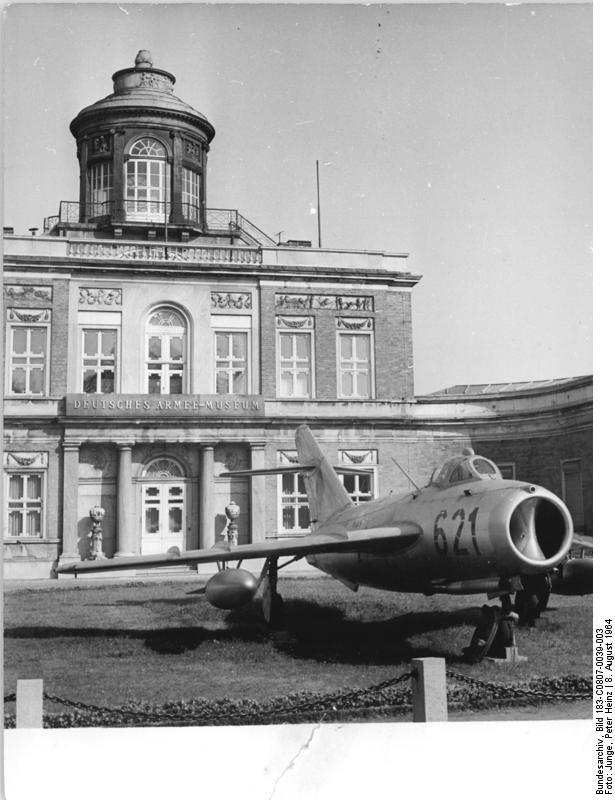
Un avion de chasse MiG-17 au musée de l'armée allemande, 1964

En 1961, l'Armée nationale populaire (NVA) installe le musée de l'armée allemande dans le bâtiment. Des équipements de guerre historiques, des uniformes et des documents d'époque sont exposés à l'intérieur, tandis que des canons, un canon automoteur SU-76, un char T-34, un hors-bord, un avion de chasse MiG-17 et un missile antiaérien S-75 de la NVA sont exposés à l'extérieur. Les directeurs sont Erwin Bartz (1957-1961), Otto Schwab (de) (1961-1963), Ernst Haberland (de) (1963-1966) et Hans Bierschenk (de) (1966-1971). Le musée est transféré à Dresde en 1972 en tant que musée de l'armée allemande de la RDA, tandis que Potsdam est resté une succursale. Les armes extérieures sont retirées en 1989.
La NVA planifie depuis 1984 une remise en état fondamentale, car le bâtiment se dégrade de plus en plus. Ce plan est mis en œuvre en 1988 et poursuivi par l'administration des châteaux à la fin de l'automne 1990, après leur restitution. Depuis le 14 avril 2006, les 40 pièces intérieures sont restaurées et sont accessibles au public. Après plusieurs années de travaux de restauration, la façade est achevée à l'automne 2009 et les travaux d'aménagement extérieur se sont terminés en août 2018.

### Intérieur des chambres
Carl Gotthard Langhans reçoit la commande de l'aménagement intérieur au début de l'année 1790. Dans le choix de l'ornementation décorative, les cheminées en marbre et les sculptures antiques que le maître d'œuvre Friedrich Wilhelm von Erdmannsdorff a acquises pour le palais de marbre dans états italiens occupent une place importante. Ce noble saxon, qui s'est déjà fait un nom à Dessau-Wörlitz (de) avec la conception et la réalisation de bâtiments du début du classicisme, a été appelé à Potsdam par Frédéric-Guillaume en 1786.
Au rez-de-chaussée du bâtiment principal, le vestibule s'ouvre sur la cage d'escalier qui s'étend sur toute la hauteur du bâtiment. La salle de la grotte située derrière est utilisée comme salle à manger en été. La salle située à l'est, côté lac, avait un climat intérieur agréable pour les habitants du château grâce à sa situation ombragée et visuellement grâce au revêtement en marbre gris-bleu. Cet axe central est flanqué des six pièces d'habitation du roi.

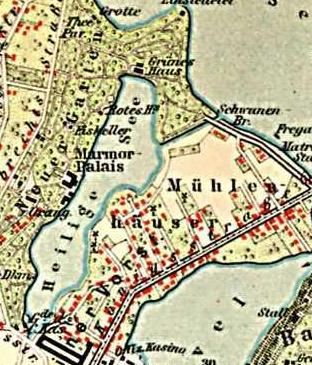
Section de carte de Potsdam, vers 1900

À l'étage supérieur, les pièces sont regroupées autour de l'escalier de marbre situé au centre. La plus grande pièce, la salle de concert, s'étend sur tout le côté lac du château. Elle est utilisée plus tard comme salon sous l'Empire. L'équipement et l'aménagement décoratif des chambres et des salles correspondent au goût du classicisme. Seul le cabinet oriental à l'étage supérieur est meublé par Langhans comme chambre de tente turque avec un divan.
La liaison de Frédéric-Guillaume II avec Wilhelmine Enke (également appelée Encke), communément appelée « la belle Wilhelmine », est étroitement liée au palais de Marbre. La maîtresse du roi, qui est élevée au rang de comtesse Lichtenau en 1796, exerce une influence considérable sur l'aménagement intérieur du palais. C'est pour elle qu'est construit le palais Lichtenau (de) dans le Nouveau Jardin, dans l'actuelle Behlertstraße à Potsdam. D'après les plans de Michael Philipp Boumann, un hôtel particulier de style néoclassique précoce est construit en 1796/1797.

## Photos

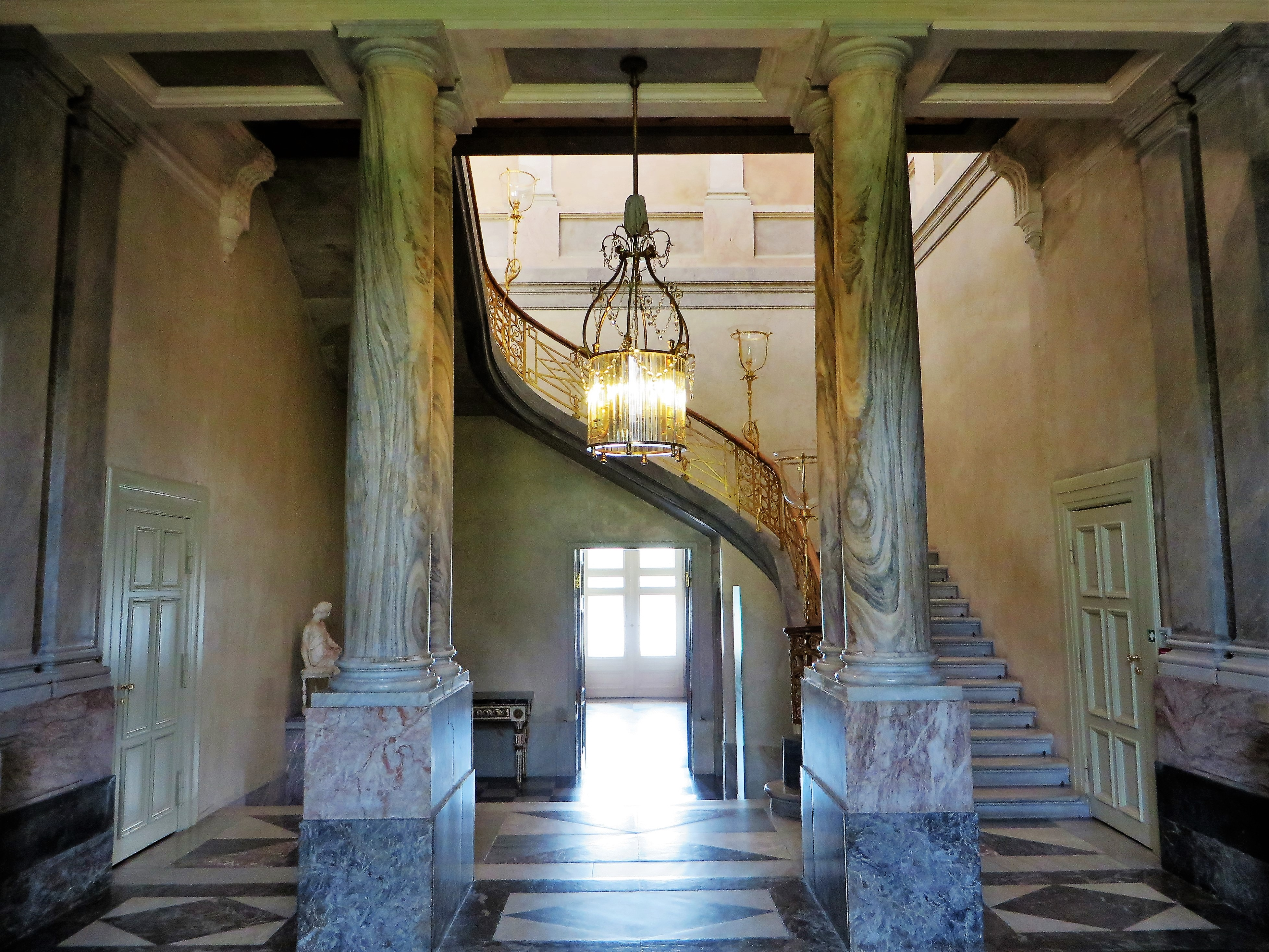
Vestibule
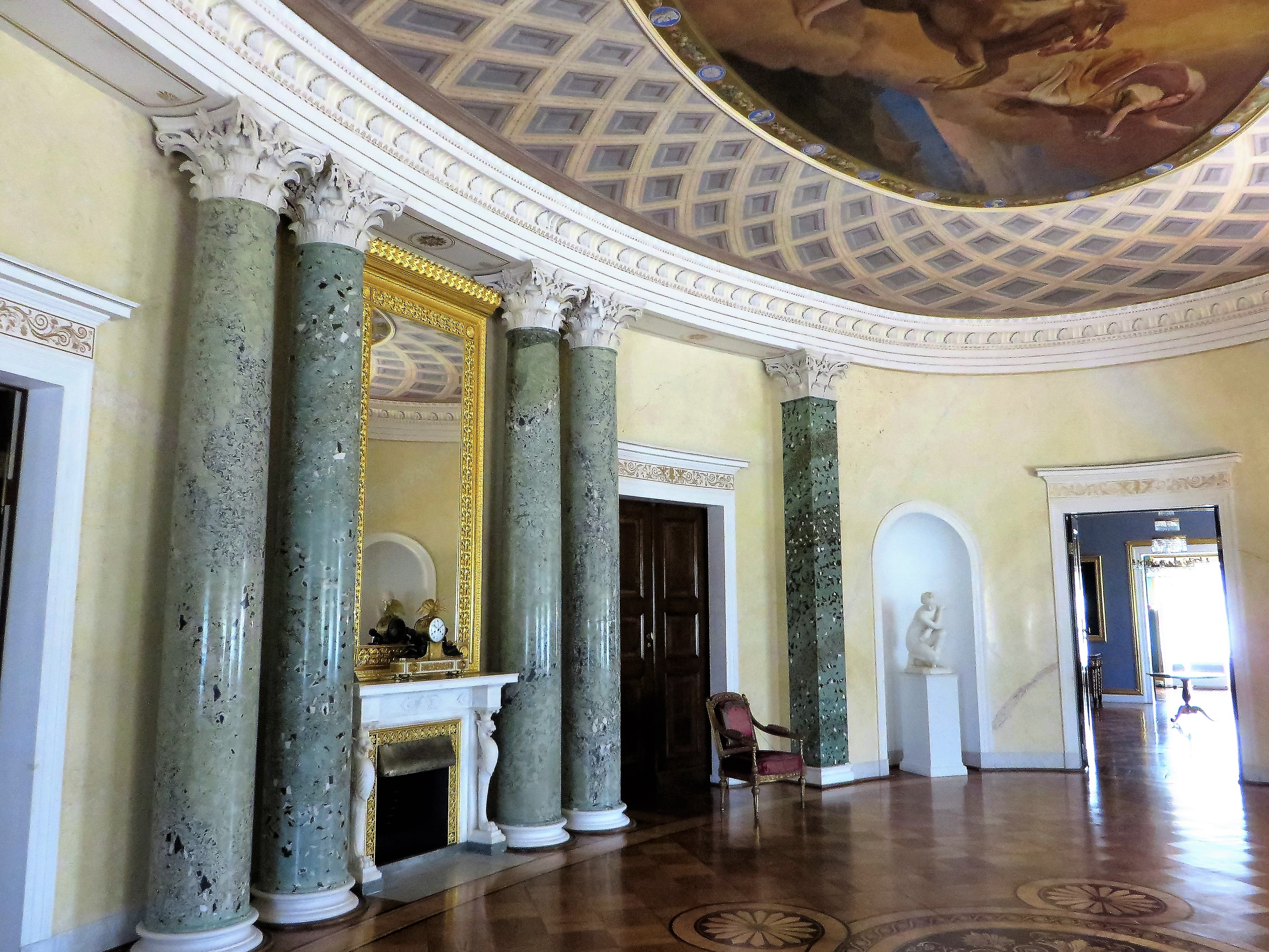
Salle ovale (de Langhans)
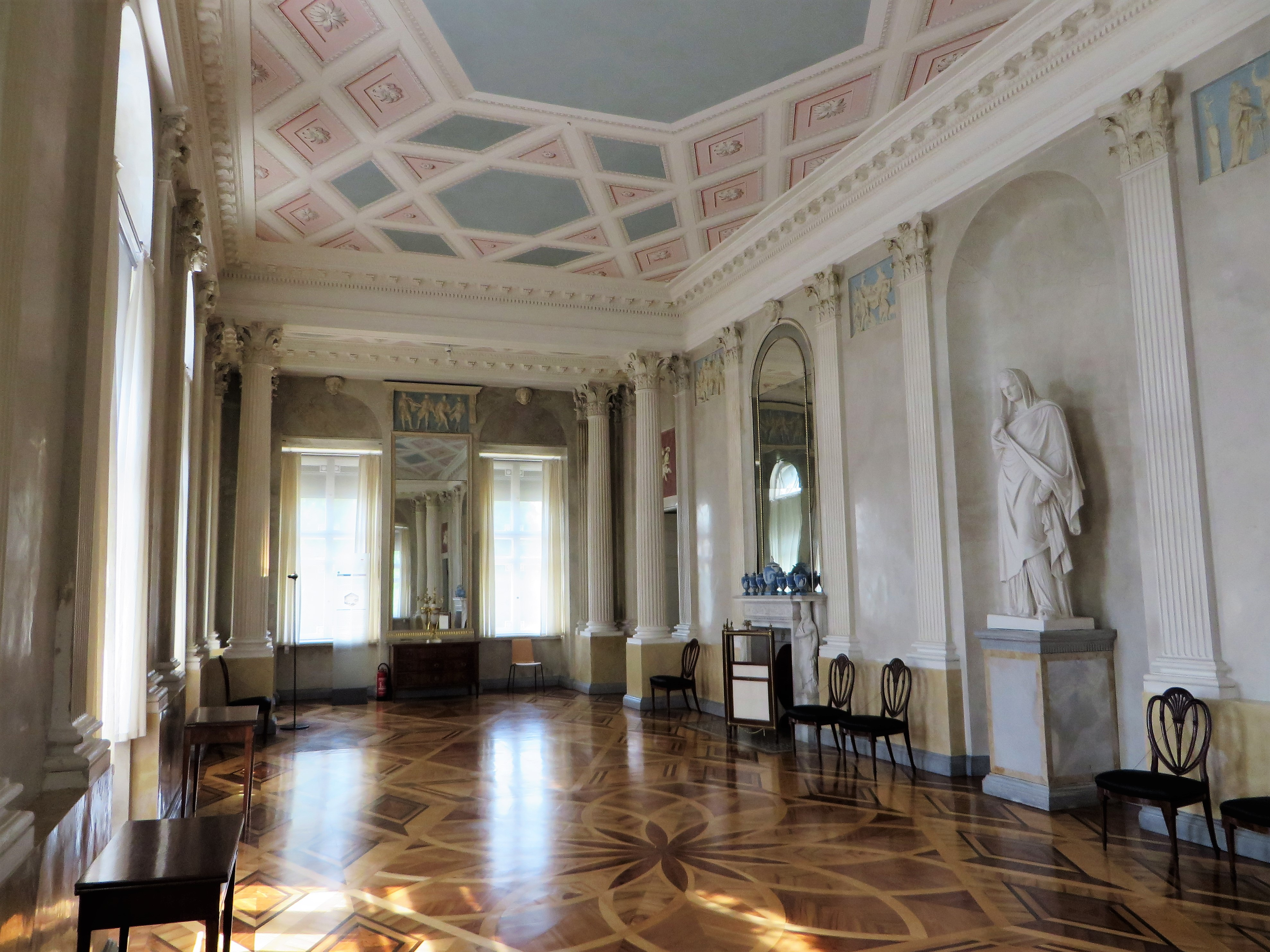
Salle de concert
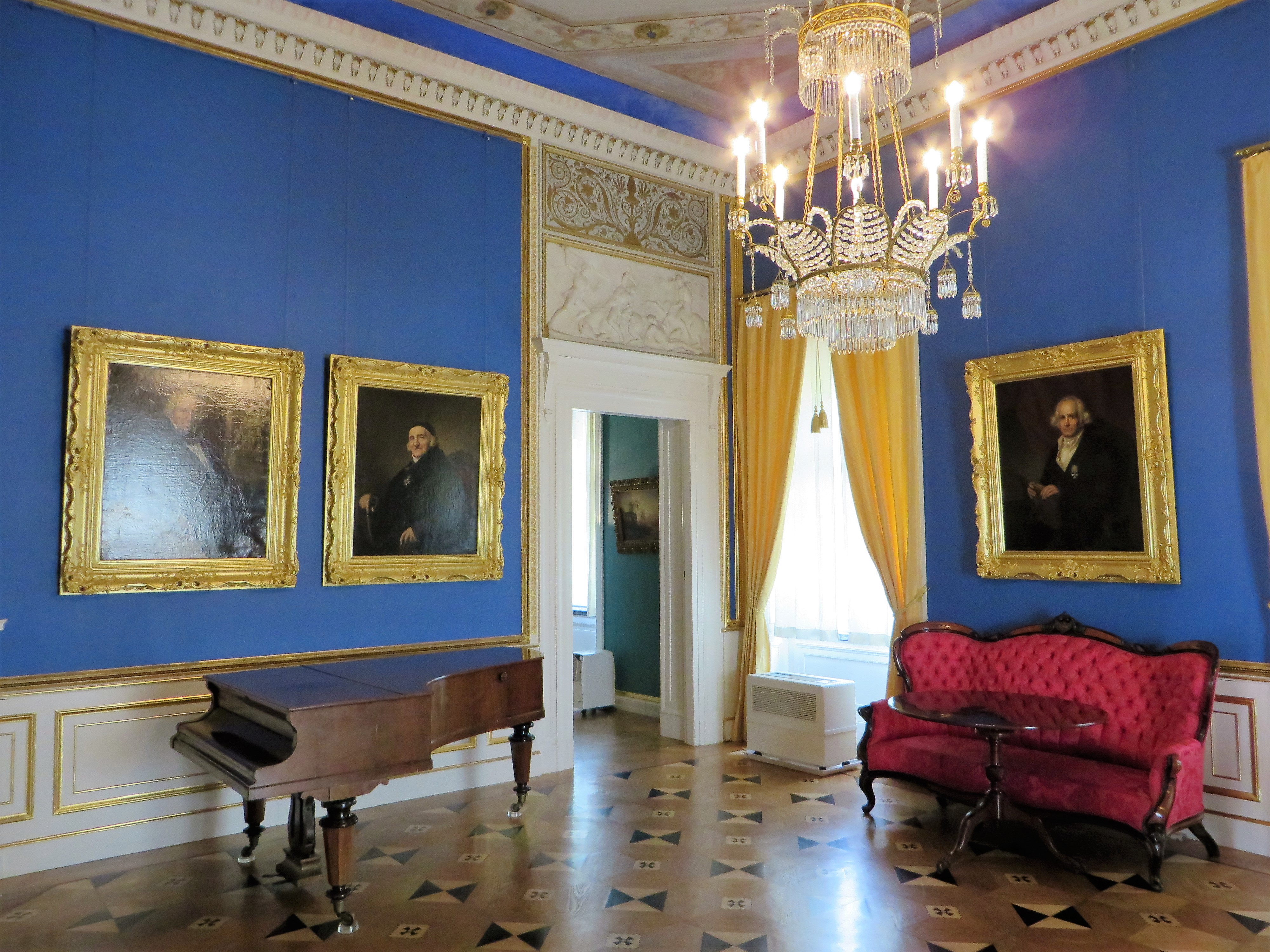
Chambre bleue
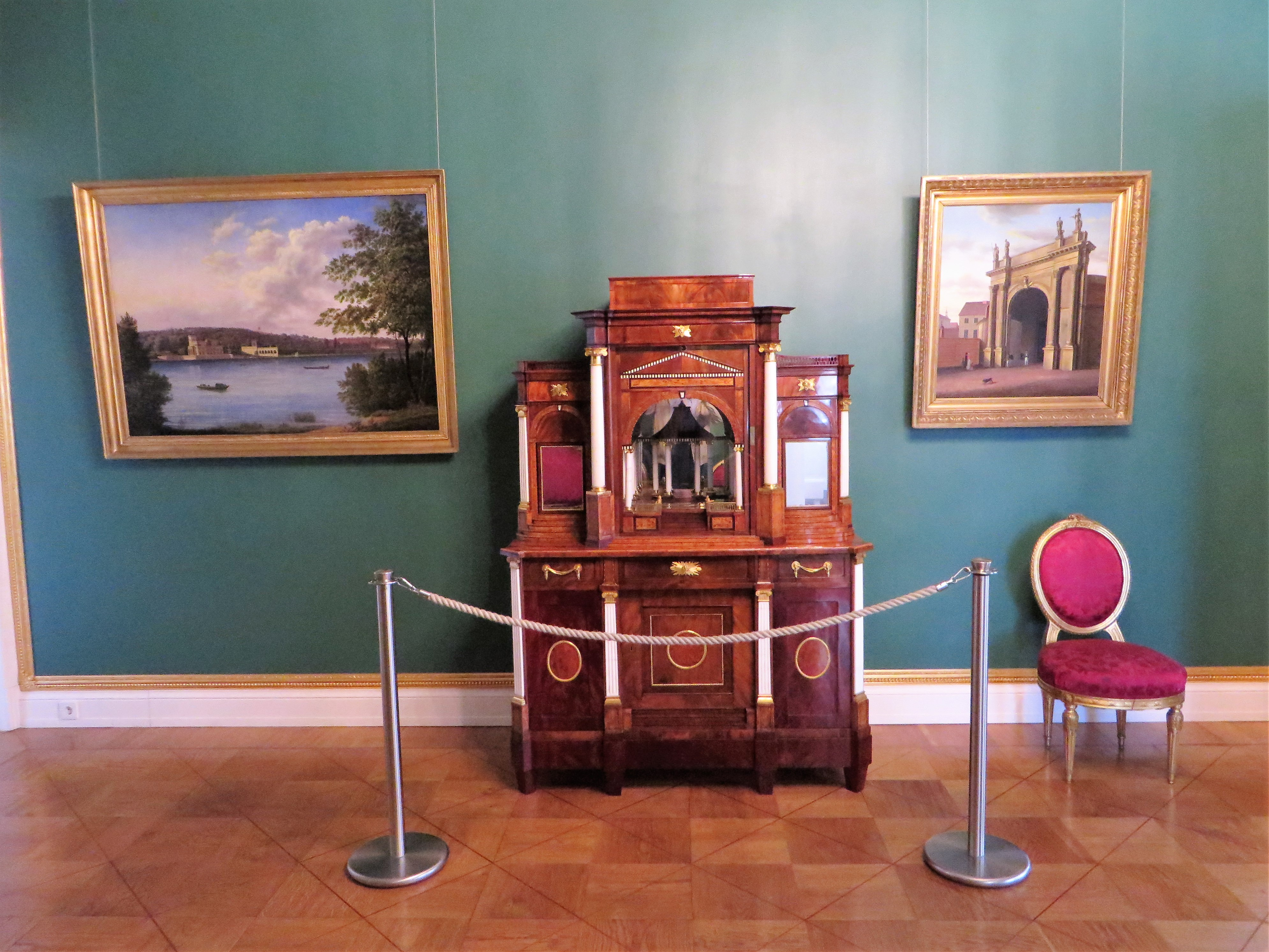
Salon vert
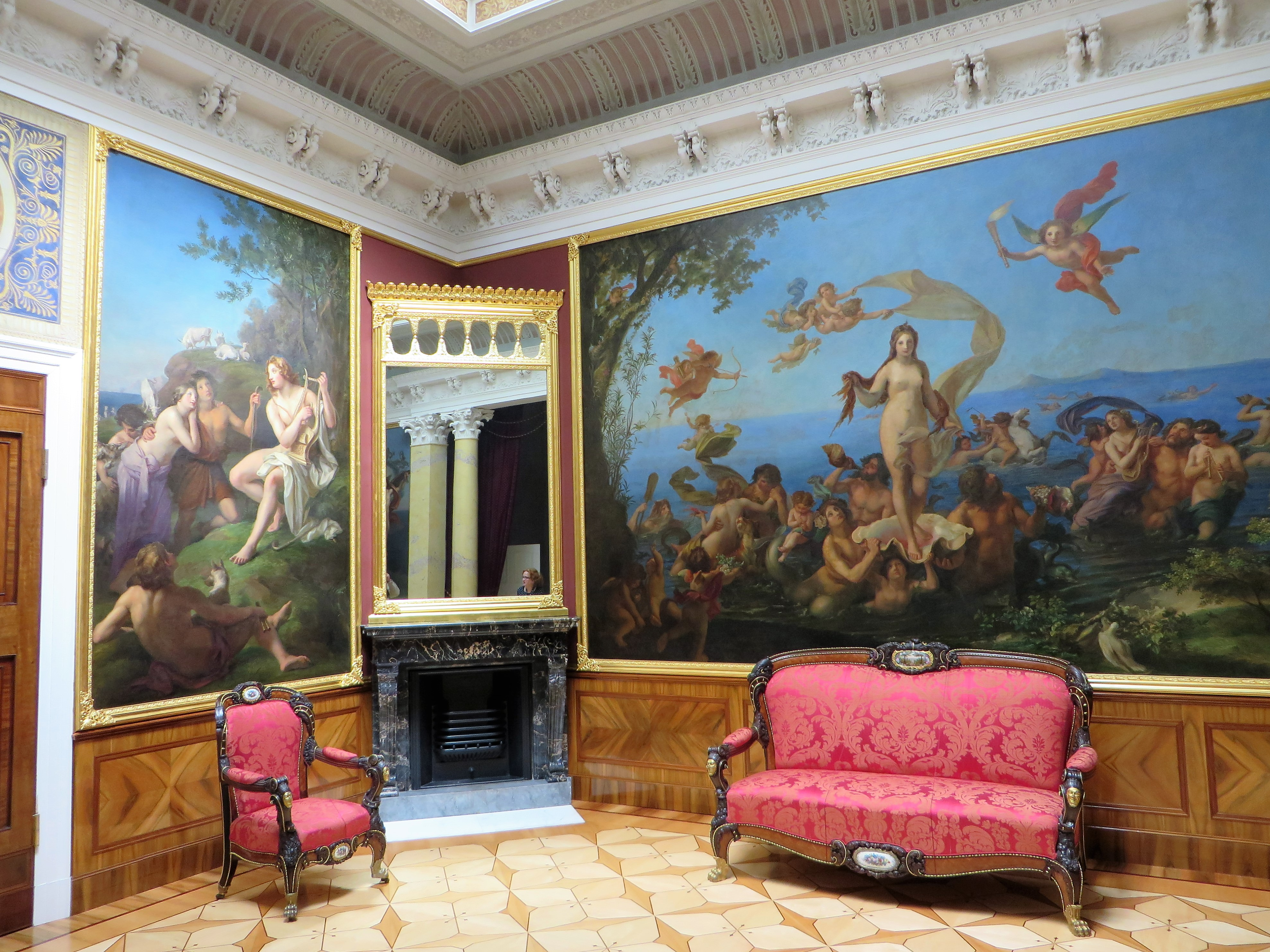
Salle Kloeber
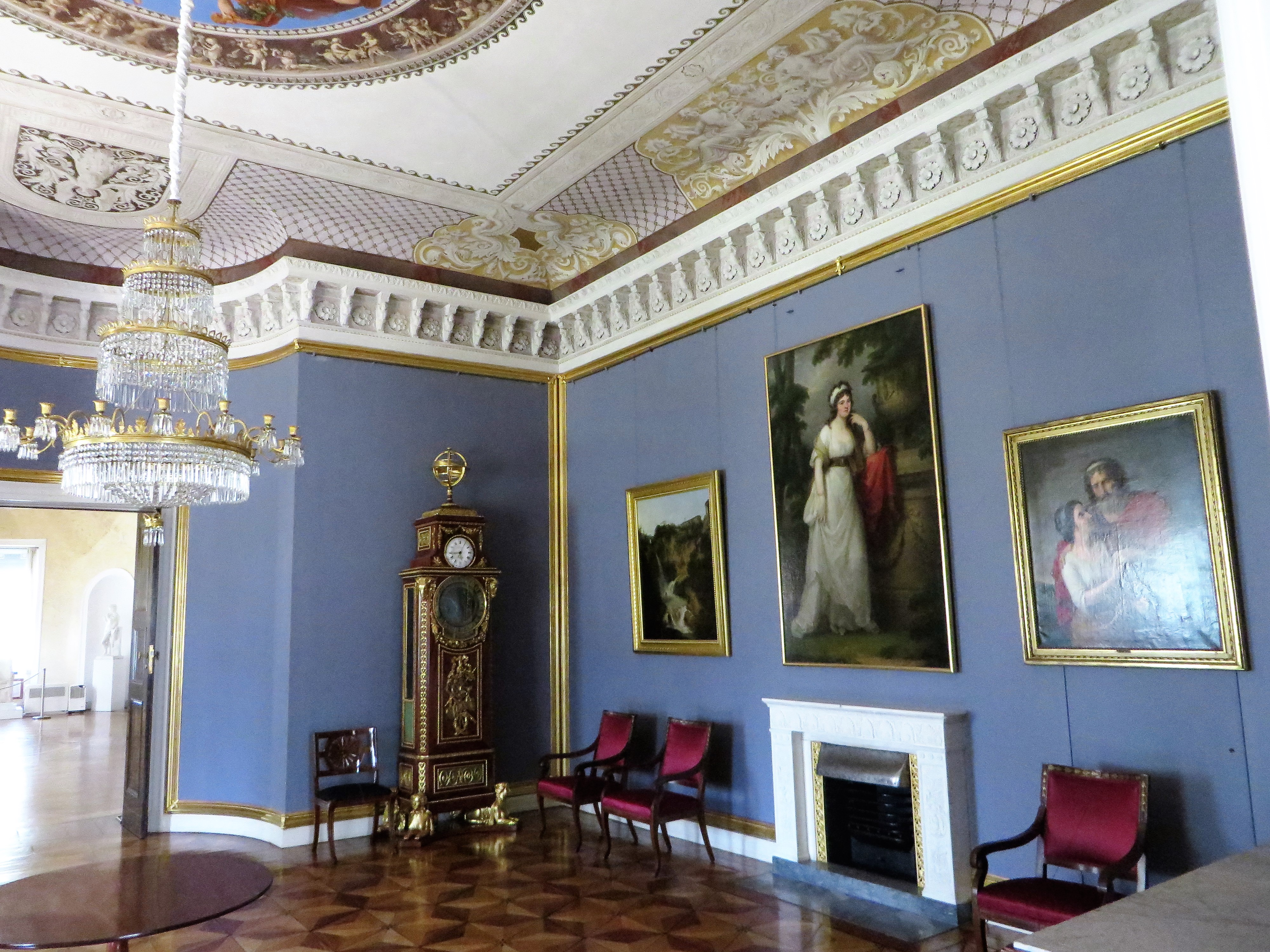
Salon violet
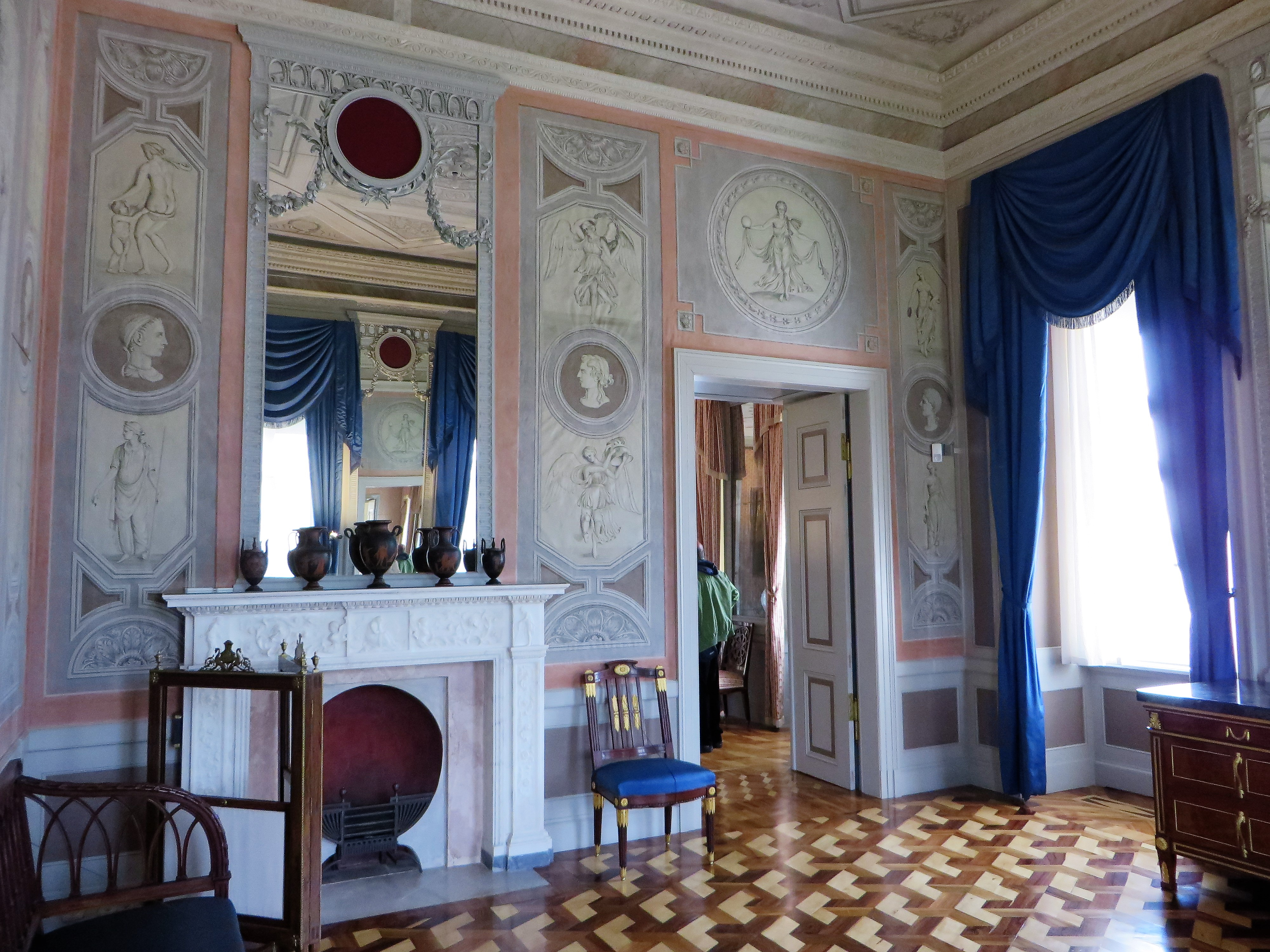
Chambre en camaïeu